# 長崎莉奈
長崎 莉奈（ながさき りな、1987年9月26日 - ）は、日本の元ファッションモデル、タレント、女優、グラビアアイドル。バードレーベル所属。
東京都出身。東京都立広尾高等学校卒業、立教大学文学部卒業。

## 略歴
11歳のときに事務所のオーディションを受けたことが芸能界へ入るきっかけ。
16歳で芸能プロダクション社長だった大郷剛に渋谷で直接スカウトされ、事務所を移籍。
2005年、グラビアアイドルとして芸能界デビューを果たす。集英社「週刊ヤングジャンプ」に表紙8回等、数々の週刊誌や漫画誌の表紙を飾る。
光文社FLASHエキサイティング誌の「U-19アイドル人気ランキング」にて二年連続の1位に選出された。
ファッションモデルのようなスタイルから、東京ガールズコレクション(`09A/W、`10S/S)やGirls Award10S/S、11S/Sに出演した。
プロデューサーとしてバックや時計のデザイン等も行っていた。
2011年6月、所属事務所をG.P.Rから前社長大郷剛の意向で株式会社ディケイドに移籍。
2013年、芸能界引退。その後、IT業界へ転身。2016年現在、2社目のIT企業で勤務している。

## 人物
- 趣味はサックス演奏（いとうせいこうが始めるきっかけになった）、バレエ、ダンス。
- 特技はバレーボールと水泳。高校ではバレーボール部のキャプテンを務めた。
- 高校時代はミス広尾高校に選ばれている。
- 女優業に興味があり、黒木瞳のような演技で人に感動を与えられる女優、年を重ねても美しい女優を目指している。
- デビュー当時からファッションモデルの様なルックス、スタイルで「ガルシアマルケス」等のファッションモデルとして活動もしていた「ザテレビジョン」。
- グラビアアイドルでは珍しく、成年向け男性誌を避けて出演しないことで有名だった。
- タレント時代末期は女優として活躍し、ファッション誌・ビューティー誌への出演やファッションショーへの出演も行っていた。
- ポメラニアンを２匹飼っている（ハナ・ゴマ）。

## 出演

### ショー
- Girls Award 2009　A/W
- Tokyo Girls Collection‘09 A/W
- Tokyo Girls Collection‘10 S/S
- Girls Award 2010　S/S
- Girls Award 2011　S/S

### プロモーションビデオ
- SoulJa「記念日・home」(2008年10月15日、ユニバーサルミュージック)
- SoulJa「Way to love〜最後の恋〜 feat. 唐沢美帆」(2010年1月20日、ユニバーサルミュージック)

### TV-CM-
- バンダイ「機動戦士ガンダム・ロボット魂」

### 舞台
- 「碧空の狂想曲〜お市の方外伝〜」茶々役　斎藤歩演出
- 「るるる」　神徳幸治 作・演出
- 「センス・オブ・ワンダー」　天才劇団バカバッカ vol.7

### テレビドラマ
- 女子アナ一直線!（2007年7月2日 - 9月24日、テレビ東京系） - 南ゆかり 役

### バラエティ
- スペシャにチャレンジ 音知連（2007年4月 - 2008年3月、スペースシャワーTV）
- 爆笑100分テレビ!平成ファミリーズ（2007年11月 - 、日本テレビ）
- 平成教育委員会2009モ～勉強スペシャル（2009年1月  、フジテレビ）

### 情報番組
- GA Models セルフポートレート（2010年5月 フジテレビ）

### オリジナルビデオ
- 『ドリフト SPECIAL ～Beauty Battle～デラックス版』（2007年） ジェネオン エンタテインメント 「鮎川千夏」役

## リリース作品

### 写真集
- RINARINA（2005年4月、彩文館出版、撮影：毛利充裕）ISBN 978-4775600726
- 莉奈17-夏の想い出（2005年10月25日、ブレインストーム、撮影：Alex-Won）ISBN 978-4939068317
- ラバー・ダッキー（2007年2月、晋遊舎、撮影：西條彰仁）ISBN 978-4883806102
- LIGHT IN THE NATURE（2007年9月26日、集英社、撮影：細野晋司）ISBN 978-4087804737
- トゥデイ&イエスタデイリナズ2006→2008(サブラDVDムック)（2008年6月、小学館、撮影：小塚毅之）ISBN 978-4091030603

### Video & DVD
- Rinacci #1（2005年2月25日、ベガファクトリー）
- The Prime（2005年4月22日、ライブドア）
- Rinacci #2（2005年8月25日、ベガファクトリー）
- Happy☆Beach（2005年11月20日、ラインコミュニケーションズ）
- りな日和（2006年3月25日、GPミュージアム）
- milky fox（2006年6月21日、ポニーキャニオン）
- NINE BALL（2006年9月22日、リバプール）
- dejavu（2006年12月22日、リバプール）
- LOVER DACKY（2007年3月31日、晋遊舎 ）
- What's Up!（2007年5月25日、フォーサイド・ドット・コム）
- Prism（2007年8月24日、フォーサイド・ドット・コム）
- RINACCHI最終回（2007年11月23日、フォーサイド・ドット・コム）

### トレーディングカード&グッズ
- 長崎莉奈コラボレーションBOX～Rina☆Special～（2006年8月11日、さくら堂）